# وایانو کرماسکو
وایانو کرماسکو (به ایتالیایی: Vaiano Cremasco) یک کومونه در ایتالیا است که در استان کریمونا واقع شده‌است. وایانو کرماسکو ۶٫۳ کیلومتر مربع مساحت و ۳٬۸۱۱ نفر جمعیت دارد.

## خواهرخوانده
شهر Puerto Padre خواهرخواندهٔ وایانو کرماسکو هست.